# Rajgamar
Rajgamar è una suddivisione dell'India, classificata come census town, di 12.595 abitanti, situata nel distretto di Korba, nello stato federato del Chhattisgarh. In base al numero di abitanti la città rientra nella classe IV (da 10.000 a 19.999 persone).

## Geografia fisica
La città è situata a 22° 22' 55 N e 82° 49' 59 E.

## Società

### Evoluzione demografica
Al censimento del 2001 la popolazione di Rajgamar assommava a 12.595 persone, delle quali 6.485 maschi e 6.110 femmine. I bambini di età inferiore o uguale ai sei anni assommavano a 2.031, dei quali 1.013 maschi e 1.018 femmine. Infine, coloro che erano in grado di saper almeno leggere e scrivere erano 8.106, dei quali 4.890 maschi e 3.216 femmine.